# Río Simacache
Der Río Simacache ist ein 56 km langer linker Nebenfluss des Río Huayabamba in der Provinz Mariscal Cáceres in der Region San Martín im zentralen Norden Perus.

## Flusslauf
Der Río Simacache entspringt auf einer Höhe von etwa 2520 m im äußersten Norden des Distrikts Pachiza. Von dort fließt der Río Simacache anfangs nach Süden. Bei Flusskilometer 20 biegt der Fluss nach Westen ab und trifft schließlich auf den nach Süden strömenden Río Huayabamba. Wenige Meter oberhalb der Mündung trifft der Río Paujil von Norden kommend auf den Río Simacache. Der Río Simacache fließt auf seiner gesamten Länge durch enge Schluchten.

## Einzugsgebiet
Das Einzugsgebiet des Río Simacache umfasst eine Fläche von 654 km². Das Gebiet erstreckt sich über den Norden des Distrikts Pachiza. Es besteht größtenteils aus tropischem Bergregenwald. Einzige Siedlung im Gebiet ist das am Nebenfluss Río Paujil gelegene Pugil. Das Einzugsgebiet des Río Simacache grenzt im Nordwesten an das des Río Mashuyacu, im Nordosten an das des Río Saposoa, im Südosten an das des Río Pachicilla sowie im Süden an das des Río Shemacachi.

## Ökologie
Teile des Einzugsgebietes des Río Simacache liegen innerhalb der Schutzgebiete Concesión para Conservación El Gran Simacache und Concesión para Conservación Jardines Ángel del Sol.